# Kepayang Sari
Kepayang Sari is een bestuurslaag in het regentschap Indragiri Hulu van de provincie Riau, Indonesië. Kepayang Sari telt 2064 inwoners (volkstelling 2010).